# Alchemilla exaperta
Alchemilla exaperta är en rosväxtart som beskrevs av A. Plocek. Alchemilla exaperta ingår i släktet daggkåpor, och familjen rosväxter. Inga underarter finns listade i Catalogue of Life.